# Wilhelm Leyendecker

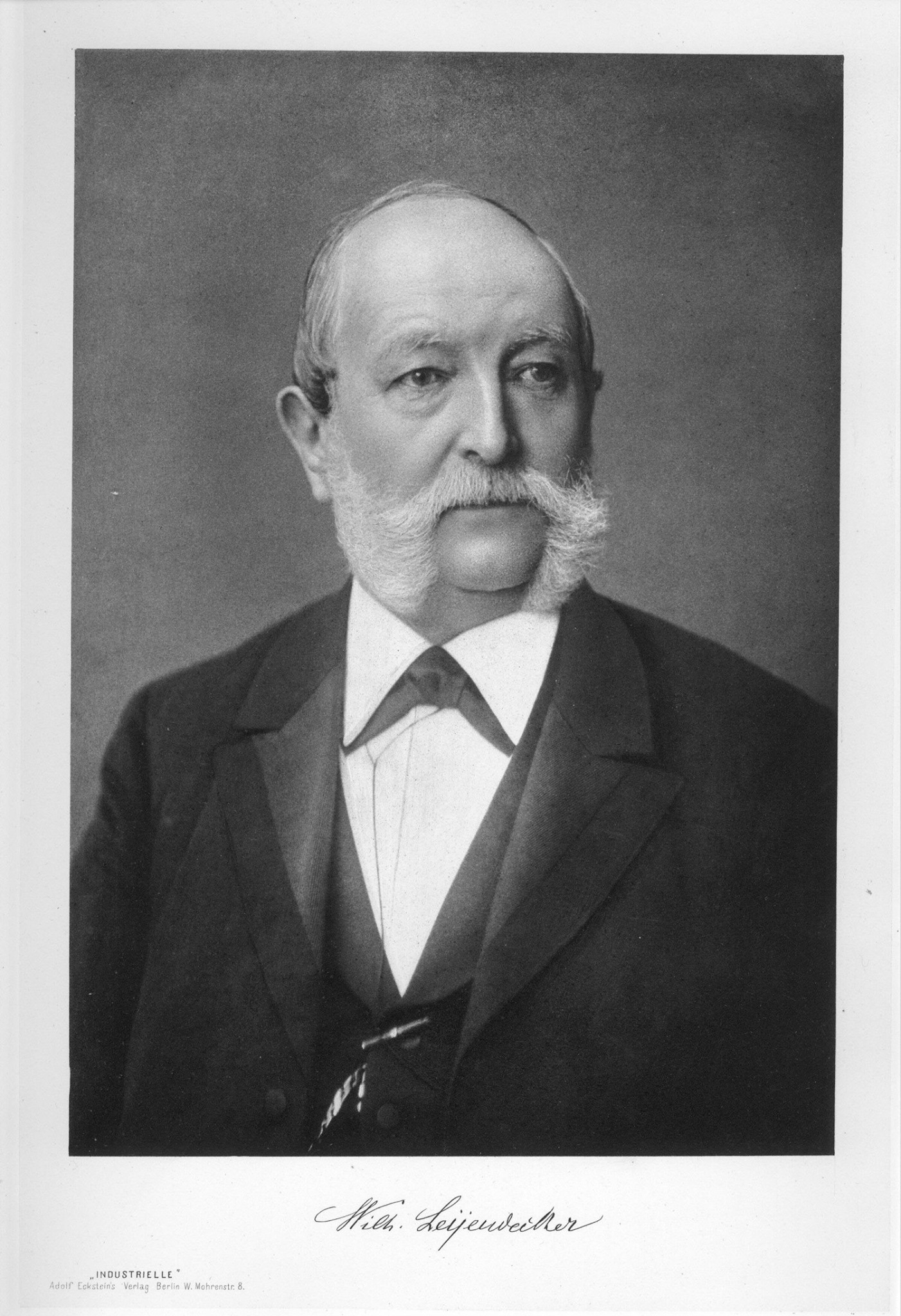
Wilhelm Leyendecker

Wilhelm Leyendecker (geboren am 8. Oktober 1816 in Köln; gestorben am 18. Juni 1891 in Wiesbaden) war ein deutscher Unternehmer und Kommunalpolitiker.

## Biografie und Firmengeschichte
Im Jahr 1843 gründete Leyendecker zusammen mit dem Pumpenhersteller J. Odenthal die Firma Wilhelm Leyendecker & Cie. GmbH am Klapperhof in der Kölner Altstadt. 1869 verlegte Leyendecker den Betrieb nach Ehrenfeld an die Venloer Straße. In der Blei- und Zinkwarenfabrik wurden Bleibleche, Bleirohre, Walzblei, Bleidraht und auch auf Blei basierende Farben wie Bleiweiß und Mennige hergestellt. Das Unternehmen hatte anfangs 30 Mitarbeiter. Aufgrund des großen Bedarfs während der bauintensiven Gründerzeit war die Nachfrage nach den Produkten allerdings so hoch, dass sich ihre Zahl sehr schnell auf mehr als 120 erhöhte, 1894 waren hier 146 Mitarbeiter beschäftigt.
Leyendecker ließ sich zwischen 1883 und 1886 ein Wohnhaus am Kaiser-Wilhelm-Ring 34 errichten. Er war Kommerzienrat und auch Lokalpolitiker, von 1879 bis 1888 war er Stadtverordneter der Stadt Ehrenfeld und von 1880 bis 1890 Präsident der Industrie- und Handelskammer zu Köln. Er setzte sich für moderne Sozial- und Arbeitsbedingungen seiner Arbeiter ein. Sein Sohn Franz Leyendecker gründete gemeinsam mit dem Pfarrer Gerhard Bruders 1899 die Ehrenfelder Arbeiter-Wohnungsgenossenschaft, die heute noch bestehende Gemeinnützige Wohnungsgenossenschaft „Die Ehrenfelder“.

## Weitere Firmengeschichte
Das Unternehmen wurde 1930 an die Vereinigten Deutschen Metallwarenfabriken (VDM) verkauft und 1942 in VDM-Halbzeugwerke GmbH, Köln, umbenannt. In Köln wurden hier während des Zweiten Weltkriegs vor allem Zinkbleche, Zinkbänder, Zinkätzplatten und Zinkoffsetdruckbleche für Rüstungszwecke und unter Einsatz von Zwangsarbeitern hergestellt.

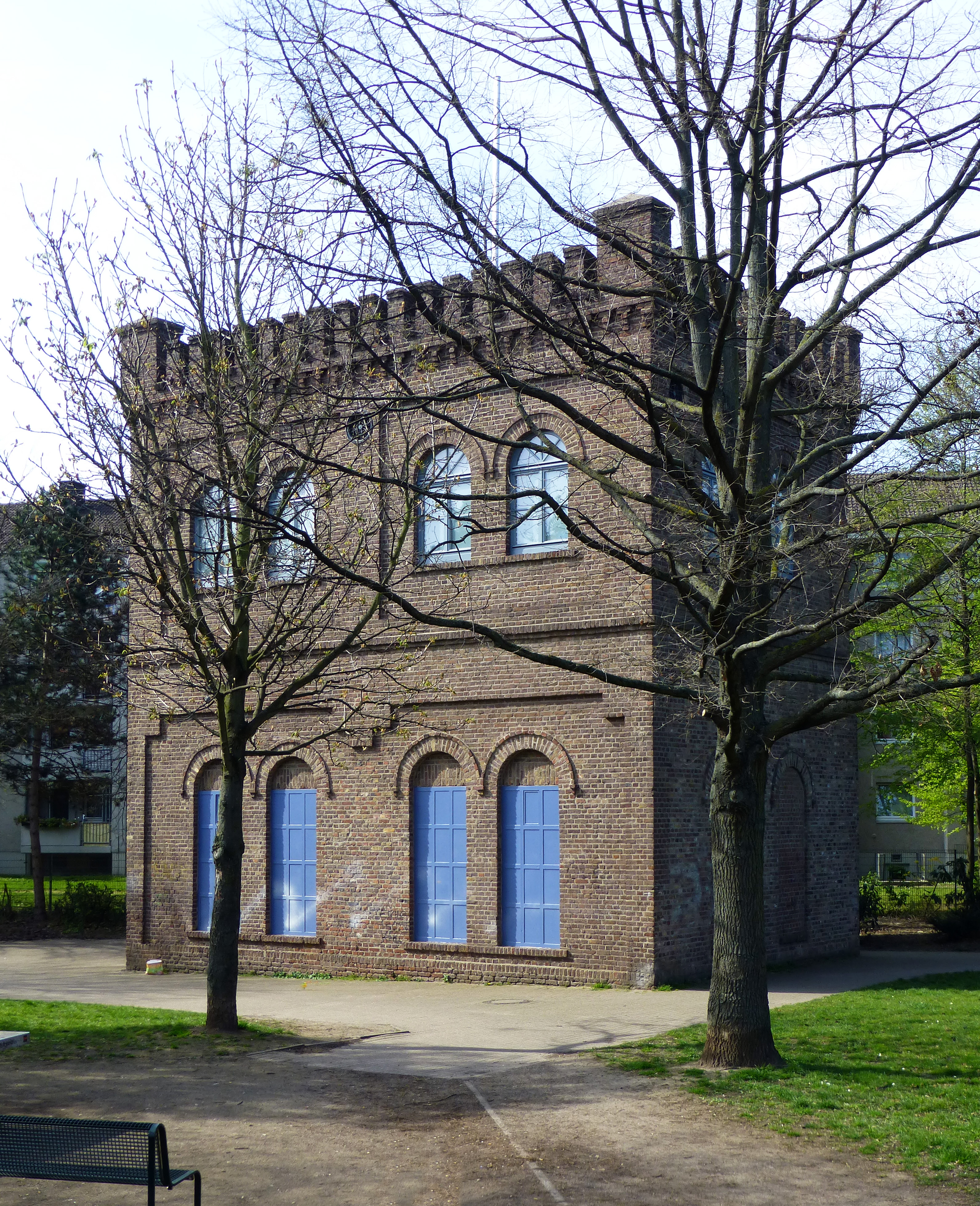
Blau-Gold-Turm

Trotz starker Beschädigungen im Krieg wurde bis 1969 eine Zinkwalzstrecke unterhalten. Nach dem Abriss der Fabrikanlagen in den 1980er-Jahren bestehen von dem alten Leyendecker-Werk noch zwei Gebäude auf dem Gelände: der ehemalige Wasserbehälter und das Verwaltungsgebäude. Der turmartige Wasserbehälter mit der für Industriebauten der Gründerzeit typischen Zinnenverzierung und den Rundbogenfenstern wurde auf Bestreben der Ehrenfelder Bürgergarde „blau-gold“ von 1904 erhalten und renoviert. Der „Blau-Gold-Turm“ ist das heutige Domizil der Karnevalsgesellschaft, in das ehemalige Verwaltungsgebäude zog das Bürgerzentrum Ehrenfeld, das „BÜZE“ ein.

## Ehrungen
Nach Wilhelm Leyendecker wurden in Ehrenfeld die Leyendeckerstraße und die Wilhelm-Leyendecker-Schule benannt. Zudem erinnert eine Plakette im Leo-Amman-Park an ihn.

## Belege
1. 1 2 3  Johannes Maubach: Auf den Spuren der alten Ehrenfelder Industrie. Flock-Druck, Köln 2005; S. 117–119.
2. 1 2  Via Industrialis: Kölner Westen, abgerufen am 17. Dezember 2020.
3. 1 2  „Leyendeckerstraße“ In: Rüdiger Schünemann-Steffen: Kölner Straßennamen-Lexikon. Jörg-Rüschü-Selbstverlag, Köln 2016; S. 513–514.
4. ↑  Ehrenfelder Industriekultur Stele verweist auf die Firma Wilhelm Leyendecker & Cie In: Rheinische Anzeigenblätter, 19. Juni 2018; abgerufen am 17. Dezember 2020.